# Main-Donau-Weg

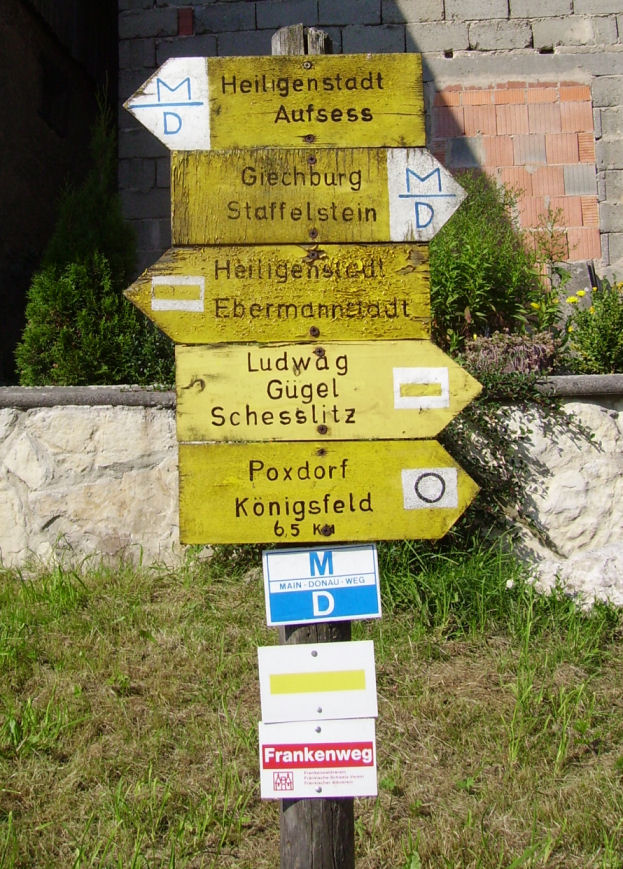
Das Kennzeichen des Main-Donau-Wegs ist ein weiß-blaues MD.

Der Main-Donau-Weg besteht aus vier unabhängigen Wanderrouten, welche die beiden Flüsse Main und Donau verbinden. Zusätzlich gibt es noch eine Querverbindung zwischen der Tauber-Wörnitz-Linie und der Rangau-Linie. Die Gesamtlänge aller Routen zusammen beträgt etwa 1158 Kilometer.
Genaue Streckeninformation zu den Wegrouten befinden sich vollständig erfasst in OpenStreetMap auf einer eigenen Seite.
Die Betreuung der Wege teilen sich der Fichtelgebirgsverein, der Schwäbische Albverein, der Fränkische Albverein (FAV), der Fränkische-Schweiz-Verein, der Frankenwaldverein und der Oberpfälzer Waldverein (OWV).
Eine durchgängige Beschreibung der Wege inklusive aller Linien findet sich z. B. bei Helmut Dumler.

## Markierung
Gekennzeichnet sind die Wanderwege durch ein weiß-blaues MD.

## Tauber-Wörnitz-Linie
Die Tauber-Wörnitz-Linie verläuft von Wertheim nach Donauwörth und ist etwa 235 Kilometer lang.
Zum großen Teil fällt der Verlauf der Route zusammen mit dem Wanderweg Romantische Straße von Rothenburg ob der Tauber nach Nördlingen.
Für den 95 Kilometer langen Streckenabschnitt von Wertheim nach Rothenburg ob der Tauber ist der Schwäbische Albverein zuständig.
- Streckenverlauf

Kreuzwertheim – Reicholzheim – Bronnbach – Gamburg – Tauberbischofsheim – Lauda-Königshofen – Bad Mergentheim – Igersheim – Weikersheim – Creglingen – Rothenburg ob der Tauber
Für die 140 Kilometer lange Strecke von Rothenburg ob der Tauber nach Donauwörth ist der Fränkische Albverein (FAV) zuständig. Der Weg hat im Wegeregister des FAV die Nummer „12“.
- Streckenverlauf

Rothenburg ob der Tauber – Gebsattel – Bockenfeld – Faulenberg – Wohnbach – Schillingsfürst – Ziegelhütte – Kloster Sulz – Bortenberg – Vehlberg – Hinterbreitenthann – Vorderbreitenthann – Bronnenmühle – Glashofen – Feuchtwangen – Herrnschallbach – Zehdorf – Köhlau – Dinkelsbühl – Botzenweiler – Tiefweg – Wilburgstetten – Oberklingen – Bosacker – Fremdingen – Raustetten – Enslingen – Minderoffingen – Maihingen – Birkhausen – Wallerstein – Ehringen – Baldingen – Nördlingen – Nördlingen – Adlersberg – Hürnheim – Karlshof – Mönchsdeggingen – Waldschänke Eisbrunn – Bockberg – Harburg – Reismühle – Wörnitzstein – Felsheim – Donauwörth

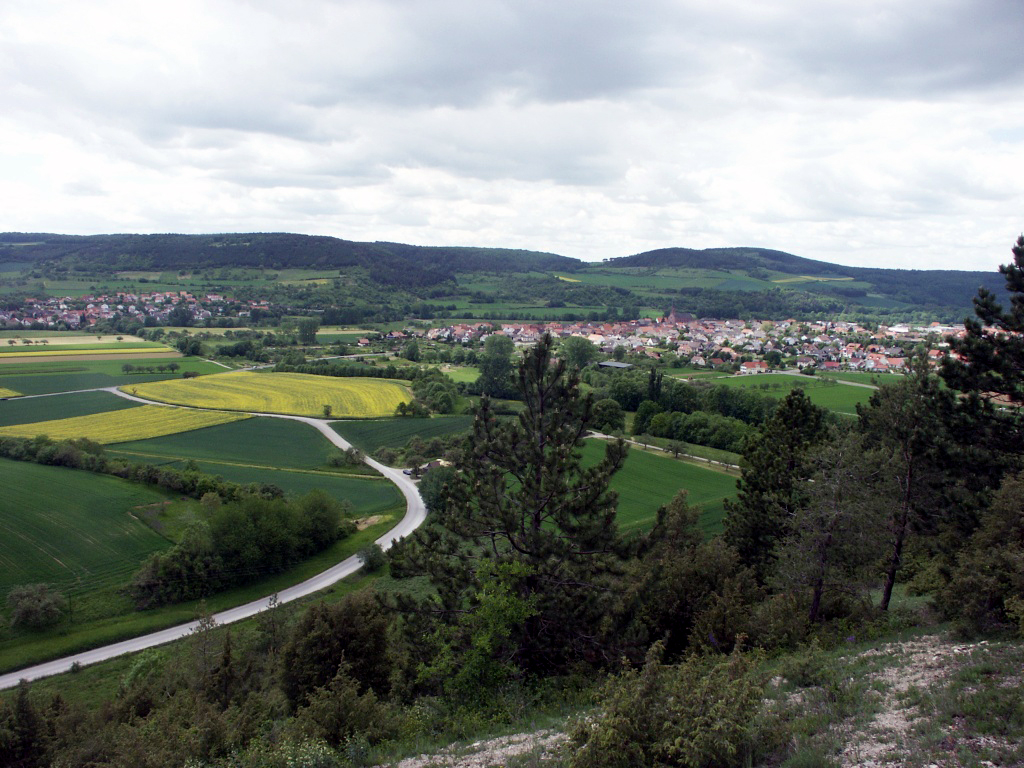
Taubertal
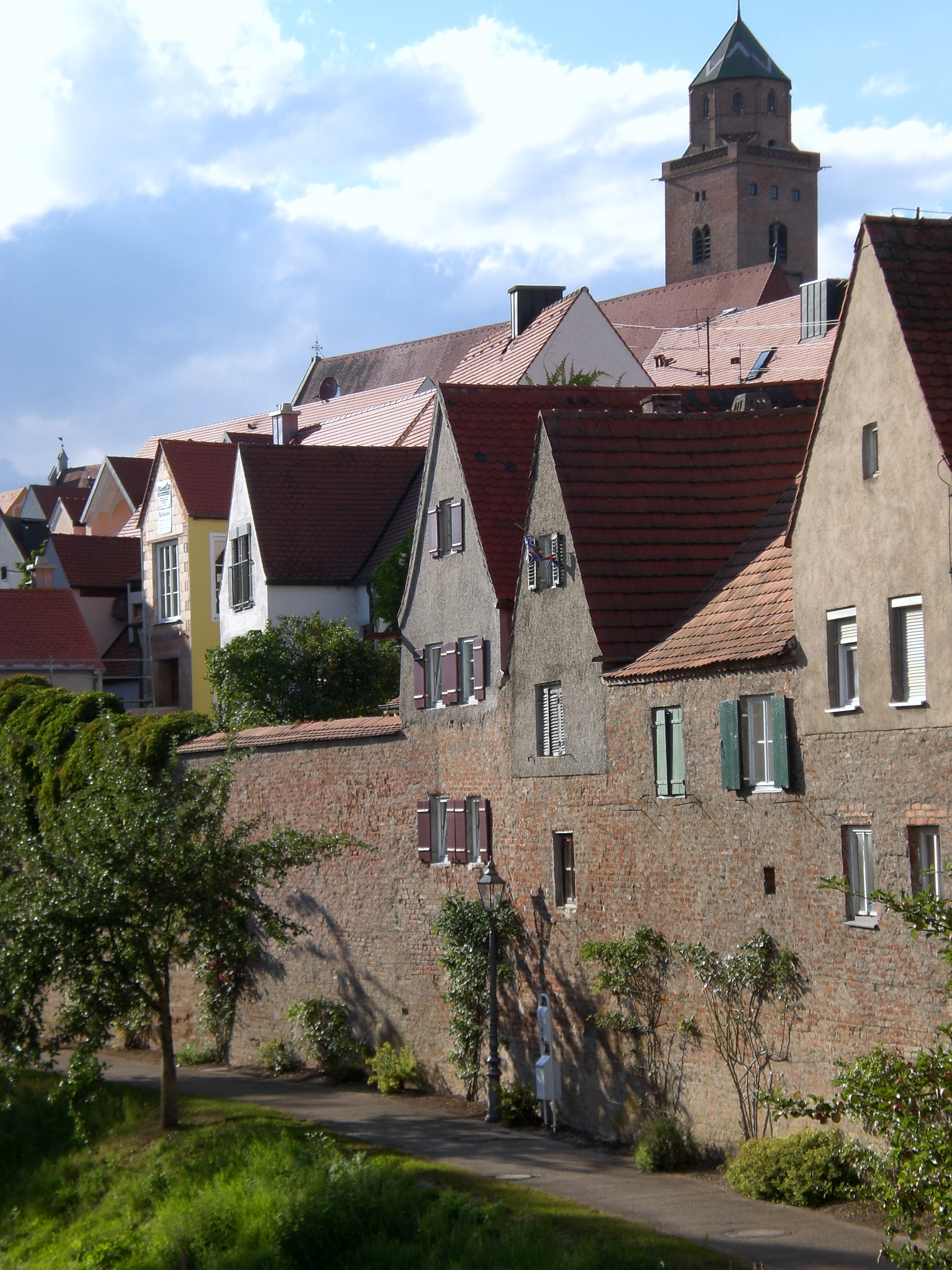
Donauwörth
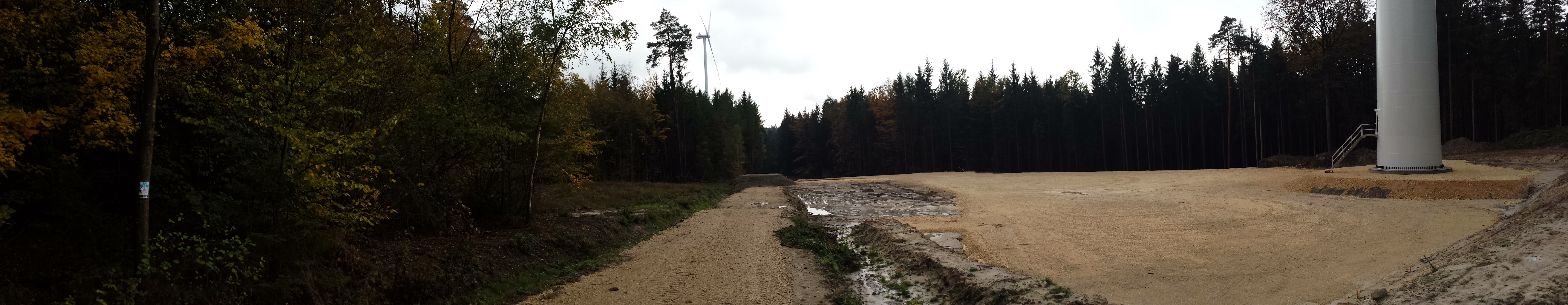
An vielen Stellen, wie hier bei Dinkelsbühl, wird der Charakter des Wanderwegs zunehmend durch die Errichtung von Windkraftanlagen verändert. Links die Wegmarkierung. Der Wanderweg geht dann direkt durch die durch Eisabwurf bedrohte Zone einer Windkraftanlage.
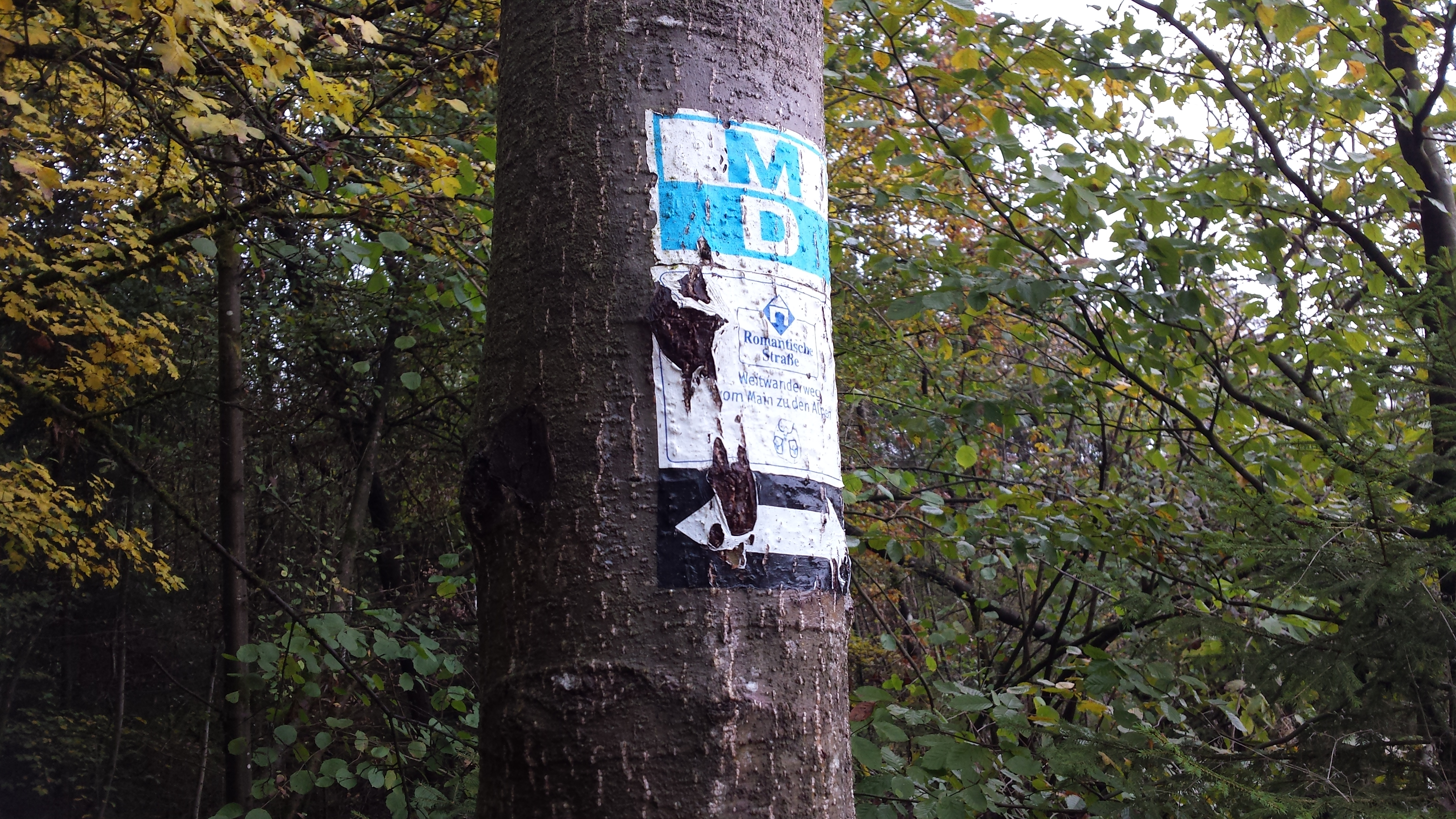
Auf der Strecke Feuchtwangen-Dinkelsbühl-Wilburgstetten laufen die Wanderwege „Main-Donau-Weg“ (Tauber-Wörnitz-Linie) und Romantische Straße parallel

## Rangaulinie
Die Rangau-Linie verläuft von Eltmann nach Neuburg an der Donau und ist etwa 277 Kilometer lang.
Sie führt von Mainfranken über den Steigerwald und den Aischgrund ins Altmühltal.
Für den 48 Kilometer langen Streckenabschnitt von Eltmann nach Höchstadt an der Aisch ist der Fränkische-Schweiz-Verein zuständig.
- Streckenverlauf

Eltmann – Weisbrunn – Trossenfurt – Dankenfeld – Grub – Schönbrunn – Burgebrach – Dippach – Reichmannsdorf – Wachenroth – Weingartsgreuth – Höchstadt a.d. Aisch
Für die 231 Kilometer lange Strecke von Höchstadt a.d. Aisch nach Neuburg an der Donau ist der Fränkische Albverein zuständig. Der Weg hat im Wegeregister des FAV die Nummer 2.
- Streckenverlauf

Höchstadt a.d. Aisch – Krausenbechhofen – Buch – Neuhaus – Röttenbach – Dechsendorf – Haundorf – Herzogenaurach – Burgstall – Veitsbronn – Siegelsdorf – Seckendorf – Greimersdorf – Cadolzburg – Ammerndorf – Fernabrünst – Wendsdorf – Bürglein – Bonnhof – Heilsbronn – Petersaurach – Herpersdorf – Lichtenau – Gotzenmühle – Wolframs-Eschenbach – Selgenstadt – Theilenberg – Kalbensteinberg – Schnittlinger Loch – Spalt – Großweingarten – Stirn – Hohenweiler – Mandlesmühle – Pleinfeld – Lauterbrunnmühle – Ellingen – Weiboldshausen – Rohrberghaus – Gänswirthshaus – Kehl – Wülzburg – Weißenburg – Dettenheim – Schambach – Osterdorf – Pappenheim – Zimmern – Solnhofen – Eßlingen – Maxberg – Mörnsheim – Altendorf – Hagenacker – Dollnstein – Obereichstätt – Marienstein – Eichstätt – Moritzbrunn – Bergen – Gietlhausen – Laisacker – Bittenbrunn – Neuburg a.d. Donau

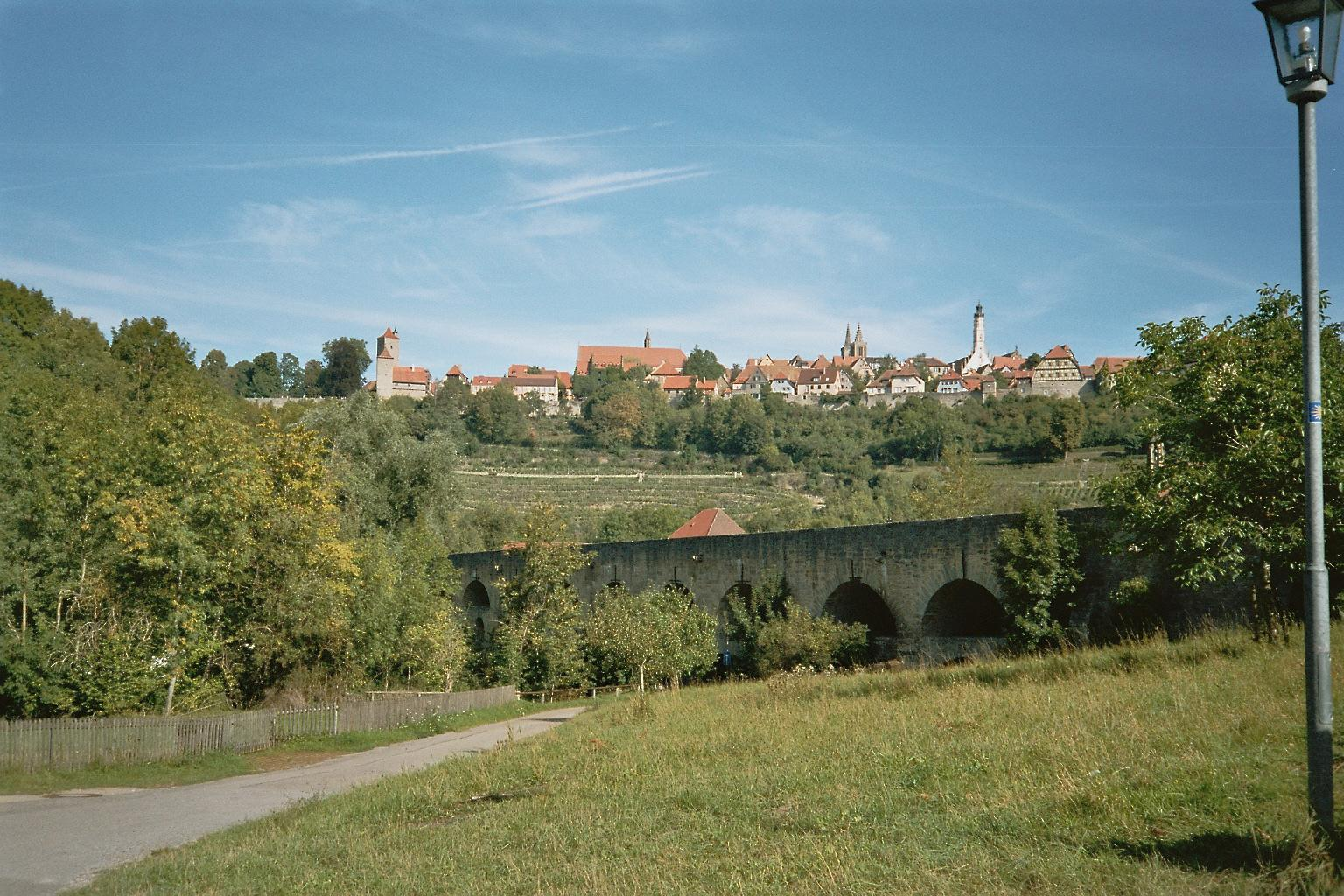
Rothenburg ob der Tauber
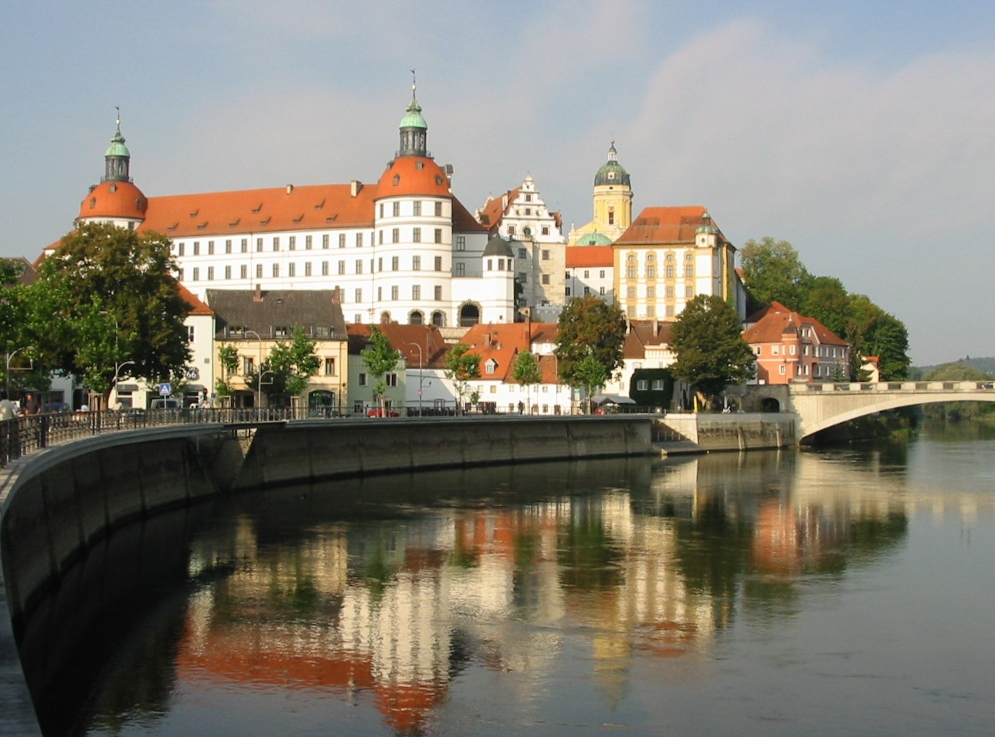
Neuburg an der Donau

## Juralinie
Die 234 Kilometer lange Juralinie beginnt in Bad Staffelstein und verläuft nach Süden durch die Fränkische Schweiz, den Veldensteiner Forst, die Hersbrucker Schweiz, das Altdorfer Land, den Oberpfälzer Jura und endet in Regensburg.
Zum Teil verläuft der Wanderweg am Ludwig-Donau-Main-Kanal.
Der Streckenabschnitt von Bad Staffelstein nach Neudorf wird vom Rennsteigverein 1896 e. V. Ortsgruppe Zapfendorf betreut.
Für den Streckenabschnitt Neudorf nach Spies ist der Fränkische-Schweiz-Verein zuständig.
- Streckenverlauf

Bad Staffelstein – Burgellern – Scheßlitz – Neudorf bei Scheßlitz – Oberleinleiter – Heiligenstadt – Aufseß – Wüstenstein – Tüchersfeld – Pottenstein – Bronn – Betzenstein – Spies
Für die 107 Kilometer lange Strecke von Betzenstein nach Beratzhausen ist der Fränkische Albverein zuständig. Der Weg hat im Wegeregister des FAV die Nummer „10“.
- Streckenverlauf

Spies Eibgrat – Hohe Reut – Schermshöhe – Hohenstein – Stöppach – Kleedorf – Hersbruck – Weiher – Engelthal – Steinerne Rinne am Buchenberg – Klingenhof – Hegnenberg – Altdorf, Bhf. – Rasch – Unterölsbacher Kanal-Einschnitt – Unterölsbach – Berg – Loderbach – Labersricht – Schafhof – Burgruine Wolfstein – Höhenberg – Lengenbach – Oberbuchfeld – Harenzhofen – Lengenfeld – Velburg – Klapfenberg – Darshofen – Degerndorf – Wieselbruck – Beratzhausen
Für die 34 Kilometer lange Strecke von Beratzhausen nach Regensburg ist der Oberpfälzer Waldverein zuständig.
- Streckenverlauf

Staffelberg bei Bad Staffelstein
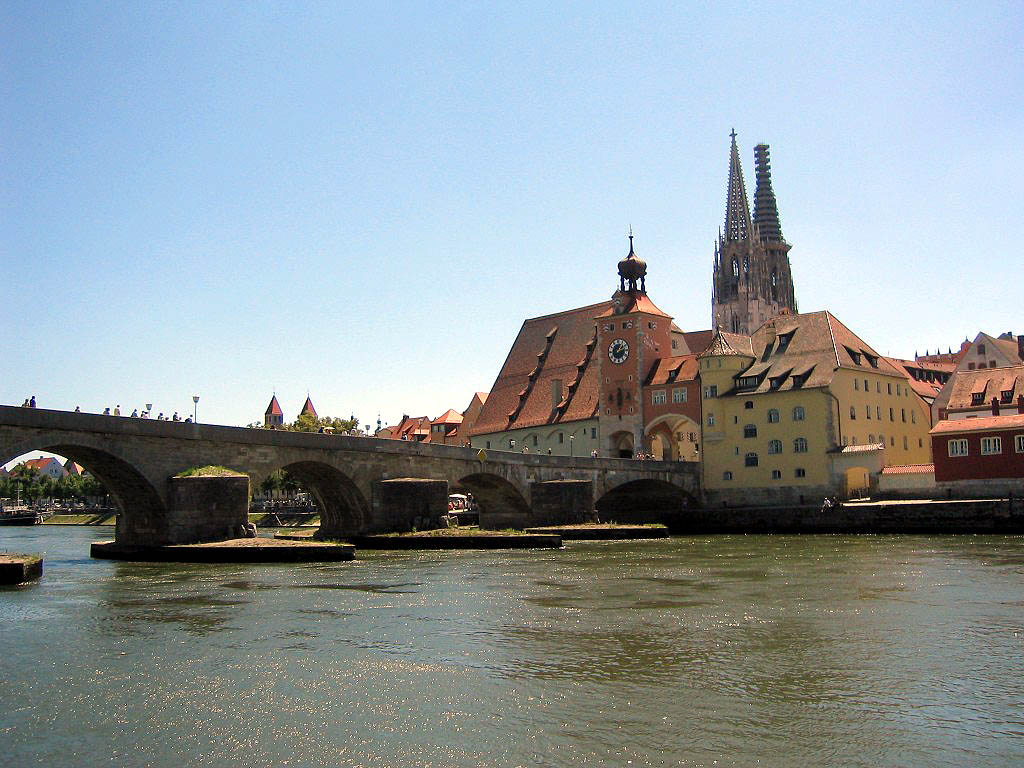
Steinerne Brücke von Regensburg

## Ostlinie
Die Ostlinie des Main-Donau-Wegs ist etwa 326 Kilometer lang und verläuft von Bischofsgrün nach Passau. 2014 wurde der sogenannte Grün-Weiß-Weg zwischen Armesberg und Rötz aufgelassen. Er ist jetzt durchgängig als Main-Donau-Weg markiert.
Für den 160 Kilometer langen Streckenabschnitt von Bischofsgrün nach Rötz ist der Fichtelgebirgsverein und der Oberpfälzer Waldverein zuständig.
- Streckenverlauf

Bischofsgrün – Nagel – Ebnath – Waldeck – Atzmannsberg – Hessenreuth – Parkstein – Steinfels – Dürnast – Massenricht – Kindlas – Schnaittenbach – Nabburg – Schwarzeneck – Neunburg vorm Wald – Thanstein – Rötz
Für den 165 Kilometer langen Streckenabschnitt von Rötz nach Passau ist der Bayerische Wald-Verein zuständig.
- Streckenverlauf

Rötz – Marketsried – Untertraubenbach – Loifling – Traitsching – Sattelpeilnstein – Wies – St. Englmar – Weiherhäuser – Rusel – Lalling – Zenting – Lindau – Hundsruck – Saldenburg – Trautmannsdorf – Kalteneck – Fischhaus – Passau

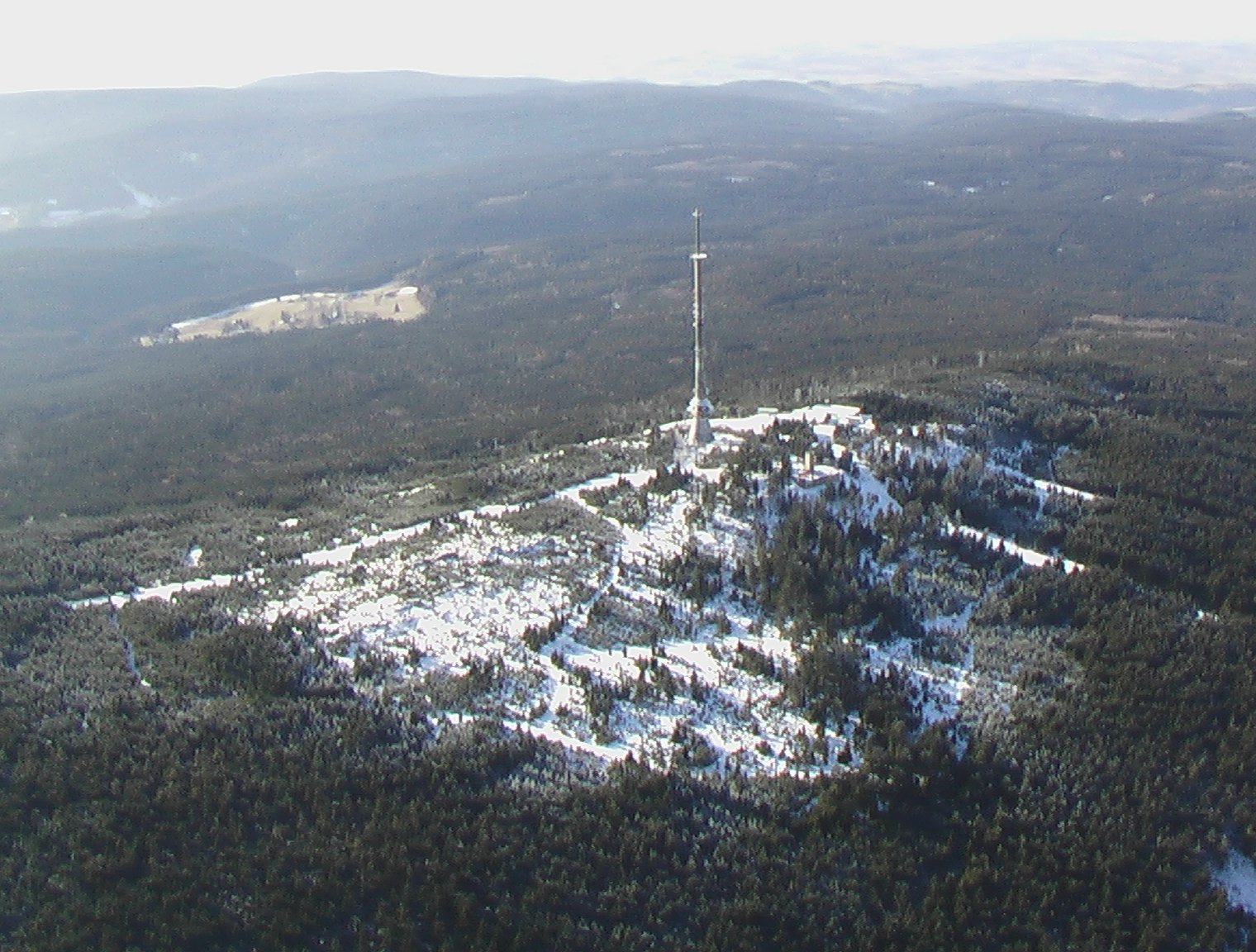
Ochsenkopf im Fichtelgebirge
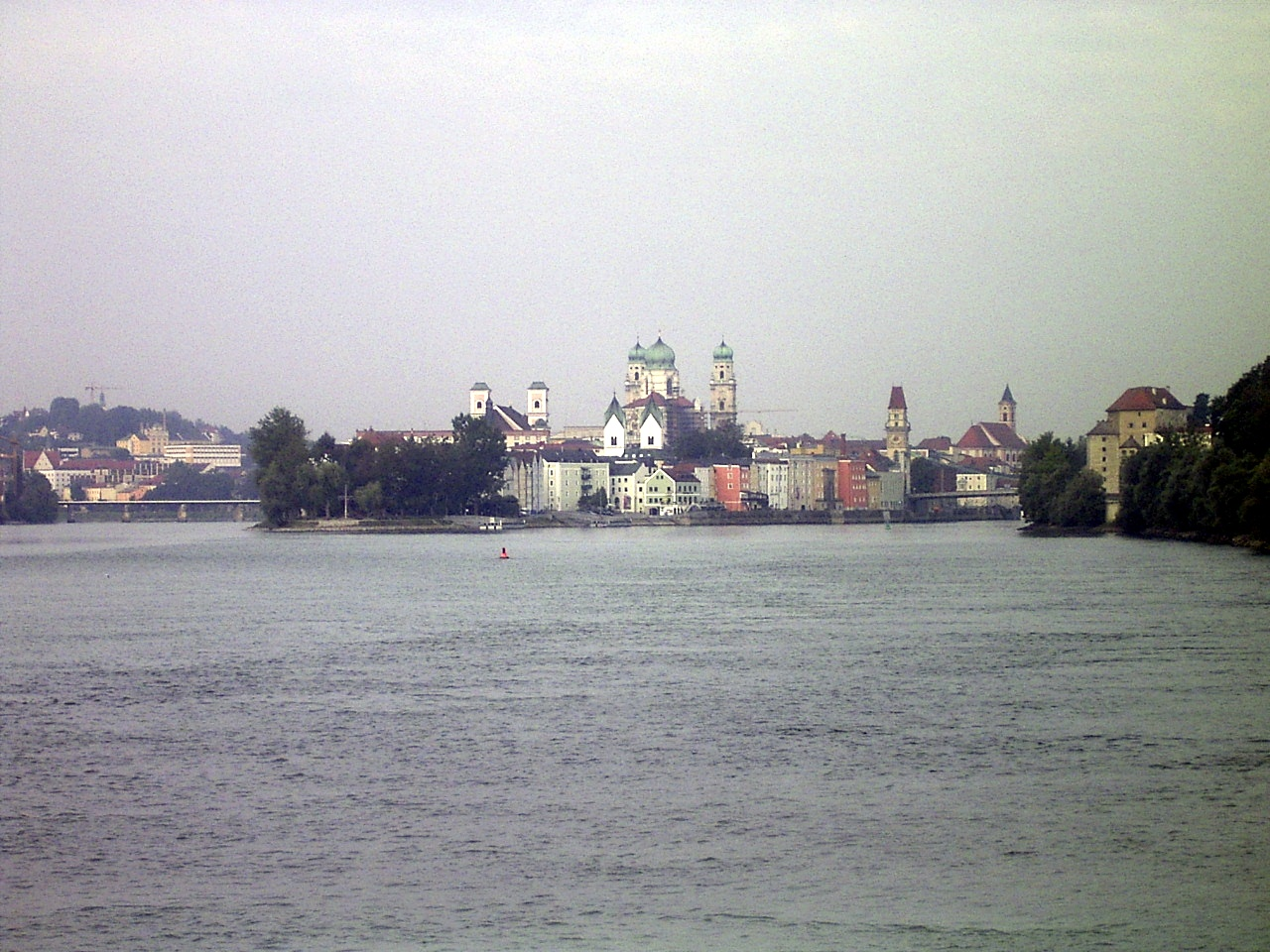
Dreiflüsse-Eck in Passau

## Querverbindung Feuchtwangen – Pappenheim
Neben den 4 Hauptrouten des Main-Donau-Wegs gibt es zusätzlich die etwa 86 Kilometer lange Querverbindung Feuchtwangen – Pappenheim.
Für den Streckenabschnitt ist der Fränkische Albverein zuständig. Der Weg hat im Wegeregister des FAV die Nummer „15“.
- Streckenverlauf

Feuchtwangen – Rißmannschallbach – Oberahorn – Unterahorn – Jakobsmühle – Mittelschönbronn – Wieseth – Bruck – Waizendorf – Bechhofen – Heinersdorf – Burgstallmühle – Arberg – Goldbühl – Oberhambach – Unterhambach – Gunzenhausen – Gnotzheim – Spielberg – Heidenheim – Steinbühl – Windischhausen – Heumöderntal – Treuchtlingen – Dietfurt i. MFr. – Pappenheim

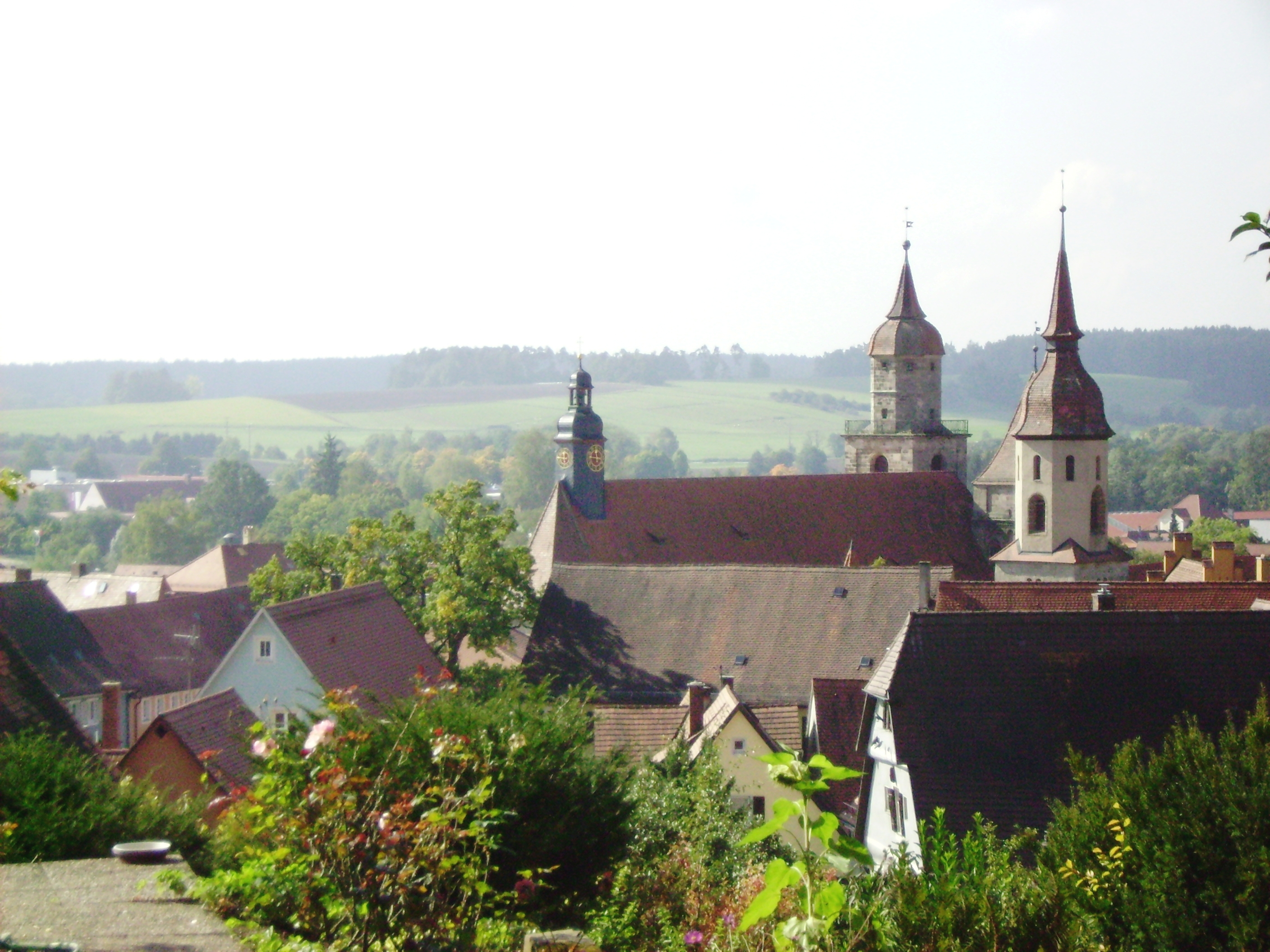
Feuchtwangen
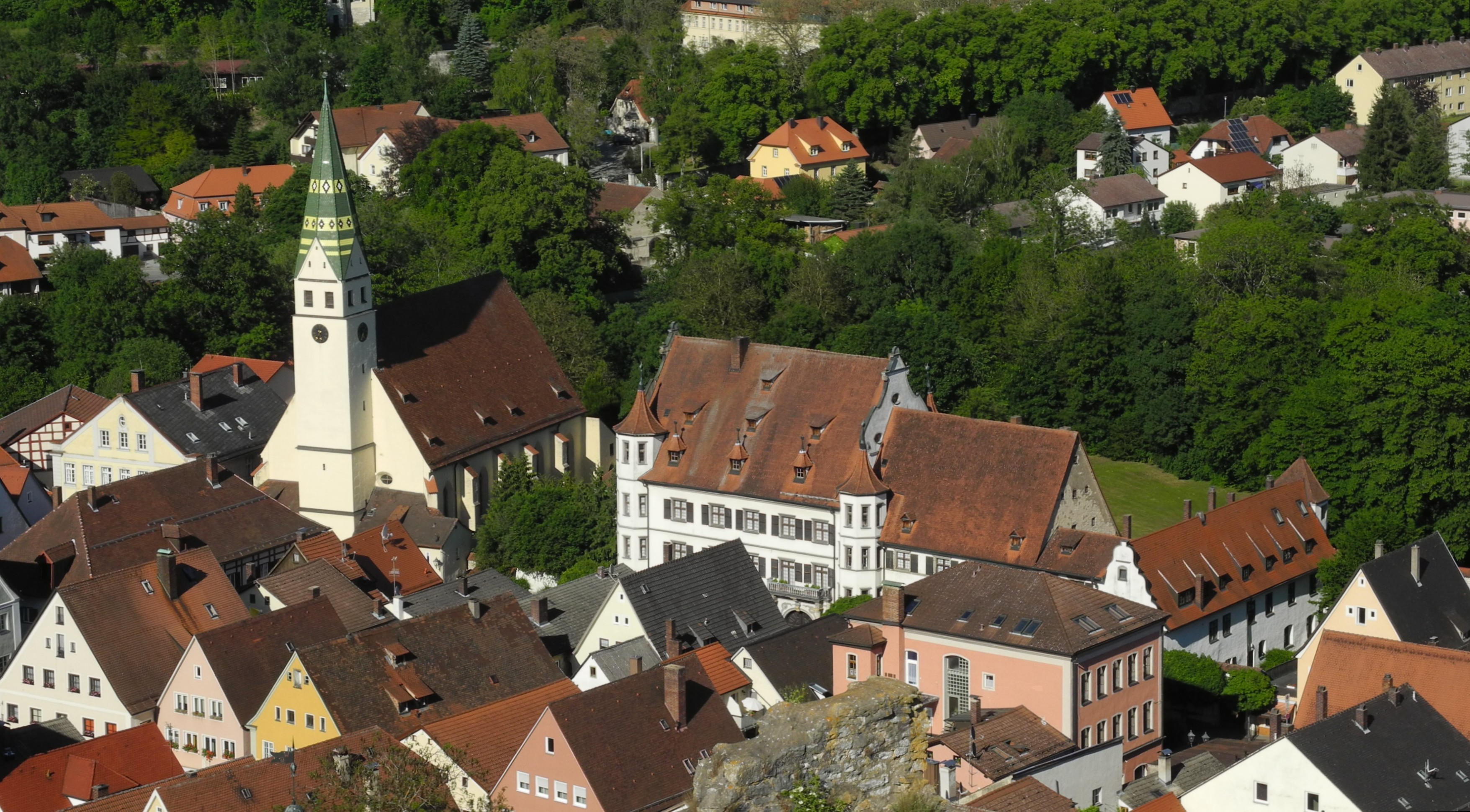
Pappenheim